# محفل ماسوني
المحفل الماسوني هي الوحدة التنظيمية الأساسية للماسونية. ويجب على كل محفل جديد أن يضمن أو يُعطى امتيازاً من قبل المحفل الكبير، ولكن يخضع لتوجيهاته فقط في تطبيق الدستور المنشور في نطاق الاختصاص.